# Wen Lirong
Wen Lirong (en chinois : 温利蓉) est une footballeuse internationale chinoise née le 2 octobre 1969 à Chengdu.
Elle est un élément important l'équipe de Chine durant sa carrière.

## Biographie

### En club
Wen Lirong est joueuse du Sichuan Corps et du Beijing Chengjian.
Elle joue pour le club japonais du Iga FC Kunoichi Mie (en).
Wen Lirong évolue aux États-Unis avec le Carolina Courage (en) et le San Diego Spirit (en) en 2001

### En sélection
Lors de la Coupe du monde 1991, Wen joue quatre rencontres avec l'équipe de Chine dont le quart de finale perdu contre la Suède.
Lors de la Coupe du monde 1995, elle dispute les six matchs de l'équipe de Chine qui termine quatrième.
En 1996, la Chine remporte la médaille d'argent. Wen dispute quatre rencontres. Lors de la demi-finale contre le Brésil, elle reçoit un carton rouge et ne dispute donc pas la finale perdue par son équipe.
Lors de la Coupe du monde 1999, elle prend part à toutes les rencontres dont la finale perdue contre les États-Unis.
Elle participe également aux Jeux olympiques 2000 : elle dispute trois rencontres en phase de groupes.